# Гавайские хоумленды
Гавайские хоумленды (англ. Hawaiian Homelands) — земли, переданные коренным гавайцам по закону, известному как англ. Hawaiian Homes Commission Act of 1921.
Ниихау- один из хоумлендов, который находится в частной собственности. Доступ на него строго ограничен, например как на остров Северный Сентинел, но племя которая проживает на этом хоумленде может разрешеть определённым людям доступ к этому острову. На Ниихау проживает племя с численностью 150 человек которые мало контактируют с внешним миром. Потому что племя которое проживает на этом острове хотят сохранить их общину с таким же старинным укладом жизни как и 100 лет назад, здесь не пользуются электричеством, интернетом и прочими современными устройствами.

## Список гавайских хоумлендов
| - Анахола-Камалоамо (англ. Anahola-Kamalomalo) - Ауайолиму-Калауахине-Кеуало-Папаколеа (англ. Auwaiolimu-Kalawahine-Kewalo-Papakolea) - Хенапепе (англ. Hanapepe) - Хоолехуа-Палаау (англ. Hoolehua-Palaau) - Хонокайа (англ. Honokaia) - Хонокохау (англ. Honokohau) - Хоному-Кухуа (англ. Honomu-Kuhua) - Хумуула (англ. Humuula) - Кахикинуи (англ. Kahikinui) - Каламаула (англ. Kalamaula) - Калаоа (англ. Kalaoa) - Калаупапа (англ. Kalaupapa) - Камаоа-Пууео (англ. Kamaoa-Puueo) - Камилолоа (англ. Kamiloloa) - Камоку-Капулена (англ. Kamoku-Kapulena) - Каниохале (англ. Kaniohale) - Капаа (англ. Kapaa) - Капаакеа (хоумленд) (англ. Kapaakea) - Капалама (англ. Kapalama) - Каполей (англ. Kapolei) | - Каумана (англ. Kaumana) - Кауайхае (англ. Kawaihae) - Кеанае (англ. Keanae) - Кеалакехе (англ. Kealakehe) - Кеаукаха (англ. Keaukaha) - Кекаха (англ. Kekaha) - Кеоники (англ. Keoniki) - Кула (хоумленд) (англ. Kula) - Лахайна (англ. Lahaina) - Лаламило (англ. Lalamilo) - Луалуалей (англ. Lualualei) - Макакупиа (англ. Makakupia) - Макуу (англ. Makuu) - Мойлиили (англ. Moiliili) - Молоаа (англ. Moloaa) - Нанакули (англ. Nanakuli) - Ниение (англ. Nienie) - Олаа (англ. Olaa) - Панаеуа (англ. Panaewa) - Пауахи (англ. Pauahi) - Паукукало (англ. Paukukalo) | - Пихонуа (англ. Pihonua) - Понохауай (англ. Ponohawai) - Пуукапу (англ. Puukapu) - Пуунене (англ. Puunene) - Пуна (хоумленд) (англ. Puna, Hawaii) - Шафтер Флатс (англ. Shafter Flats) - Уалапуе (англ. Ualapue) - Улупакуа (англ. Ulupalakua) - Уайанае (англ. Waianae) - Уайохину (англ. Waiohinu) - Уайакеа (англ. Waiakea) - Уайехи (англ. Waiehu) - Уайколоа-Уайалеале (англ. Waikoloa-Waialeale) - Уайлау (англ. Wailau) - Уайлуа (англ. Wailua) - Уайлуа (англ. Wailua) - Уайлуку (англ. Wailuku) - Уайманало (англ. Waimanalo) - Уайману Валли (англ. Waimanu Valley) - Уаймеа (англ. Waimea) |